# Kriegerdenkmal Möckern (Weltkriege)

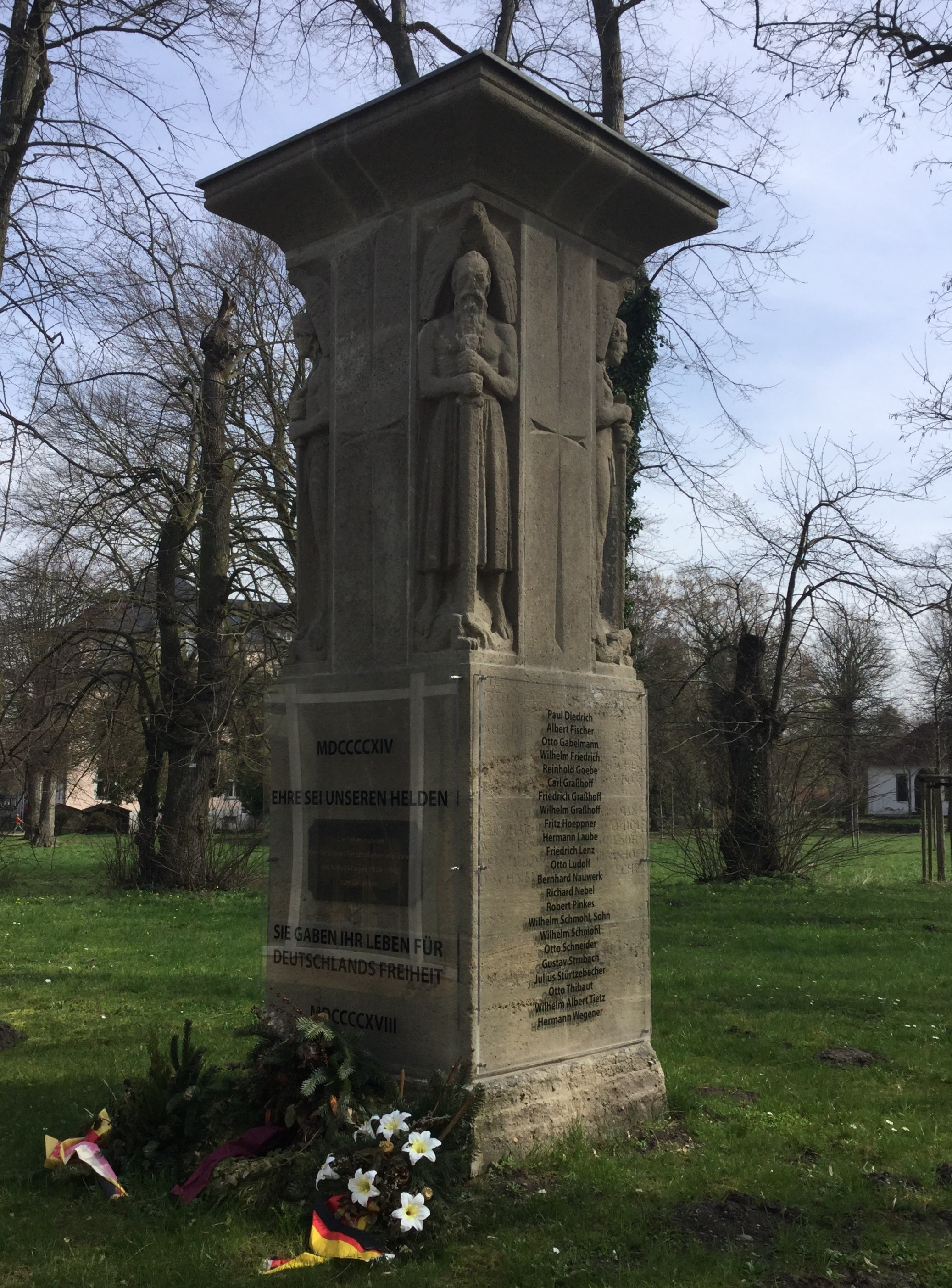
Kriegerdenkmal Möckern

Das Kriegerdenkmal Möckern der Weltkriege ist ein denkmalgeschütztes Kriegerdenkmal in der Stadt Möckern in Sachsen-Anhalt.

## Lage
Es befindet sich in der Altstadt von Möckern auf dem Kirchhof nordöstlich der evangelischen Sankt-Laurentius-Kirche.

## Gestaltung und Geschichte
Das Denkmal wurde ursprünglich für die Gefallenen des Ersten Weltkriegs errichtet. Es besteht aus einer Stele mit annähernd quadratischen Grundriss, die an ihren vier Ecken jeweils über eine unterlebensgroße Wächterfigur verfügt.
Im unteren Bereich der Seiten der Stele sind die Namen der Gefallenen aus Möckern eingearbeitet. Aufgrund fortgeschrittener Verwitterung waren die Inschriften jedoch zum Teil nur noch schwer lesbar. Daher wurden durchsichtige Kunststoffplatten vor die Inschriften gesetzt, auf denen die Inschriften wiederholt werden. Zum Gedenken an den Zweiten Weltkrieg wurde ebenfalls eine Gedenktafel angebracht.
Im örtlichen Denkmalverzeichnis ist das Kriegerdenkmal unter der Erfassungsnummer 094 71084 als Baudenkmal verzeichnet.

## Inschriften
Auf der Westseite befindet sich die Inschrift:

MDCCCCXIV

EHRE SEI UNSEREN HELDEN
Darunter die an den Zweiten Weltkrieg erinnernde Tafel mit der Inschrift:

Die Toten mahnen

Den Gefallenen, Verschollenen und Opfern

des II. Weltkrieges 1939-1945

zum Gedenken
Sodann die Fortsetzung der Inschrift:

SIE GABEN IHR LEBEN FÜR

DEUTSCHLANDS FREIHEIT

MDCCCCXVIII
Auf den übrigen Seiten sind 67 Namen Gefallener aufgeführt.

### Nordseite
Erich Baaz

Otto Baer

Wilhelm Bannier

Richard Baumert

Franz Robert Beyer

Willi Dziallas

Wilhelm Engelmann

Hermann Ferchland

Fritz Gebauer

Arnold Glahn

Hermann Graßhoff

Artur Köhring

Erich Königsmark

Carl Kressmann

August Krüger

Gustav Lenz

Wilhelm Lupitz

Hermann Pfeiffer

Hermann Riechert

Carl Rosmislowski

Hermann Schulze

Hermann Strobach

Fritz Strobach

August Ullrich

Wilhelm Wegener

### Ostseite
Carl Robert Becker

Paul Dehmel

Ernst Dittmeyer

Andreas Erdmann

Hermann Gebauer

Paul Kersten

Ernst Leye

Gustav Lipp

Hermann Niemeck

Adolf Nowak

Paul Rehn

Edmund Roddewig

Wilhelm Schirmer

Carl Schaf

Otto Schröder

Carl Otto Schulze

Carl Hermann Schulze

Richard Schirmer

Walter Steffen

### Südseite
Paul Diedrich

Albert Fischer

Otto Gabelmann

Wilhelm Friedrich

Reinhold Goebe

Carl Graßhoff

Friedrich Graßhoff

Wilhelm Graßhoff

Fritz Hoeppner

Hermann Laube

Friedrich Lenz

Otto Ludolf

Bernhard Nauwerk

Richard Nebel

Robert Pinkes

Wilhelm Schmohl, Sohn

Wilhelm Schmohl

Otto Schneider

Gustav Strobach

Julius Stürtzebecher

Otto Thibaut

Wilhelm Albert Tietz

Hermann Wegener